# Madadakere, Hosadurga
Madadakere là một làng thuộc tehsil Hosadurga, huyện Chitradurga, bang Karnataka, Ấn Độ.